# 劉康 (十六国)
劉 康（りゅう こう、生没年不詳）は、五胡十六国時代の人物。西域出身の胡人。

## 生涯
353年3月、自らを前趙皇帝劉曜の子であると詐称し、平陽において衆人を集めると、晋王を自称した。
4月、前秦の宗室である左衛将軍苻飛が討伐に赴くと、劉康はこれを迎撃するも敗れ、捕らわれた。その後の生死は不明である。